# Франц Карл Австрійський
Франц Карл Австрійський (нім. Franz Karl von Österreich; 17 грудня 1802 — 8 березня 1878) — австрійський ерцгерцог з династії Габсбургів, син імператора
Австрії Франца I та неаполітанської принцеси Марії Терезії. У 1848 році відмовився від австрійської корони на користь старшого сина.

## Життєпис
Франц Карл Йозеф народився 17 грудня 1802 року у палаці Гофбург у Відні. Він був третім сином і дев'ятою дитиною в родині імператора Священної Римської імперії Франца II та його другої дружини Марії Терезії Неаполітанської. Всього в родині було дванадцятеро дітей, з яких дорослого віку досягли семеро.
У 1804 році його батько проголосив про створення Австрійської імперії, прагнучи залишатися рівним за рангом з Наполеоном, який став у тому ж році спадковим імператором французів. Після поразки у війні третьої коаліції, захоплення Відня та підписання Пресбурзького миру, більшість німецьких держав об'єднались у Рейнський союз (1806). Через місяць Священна Римська імперія перестала існувати. Франц II тепер іменувався імператором Австрії.
Коли Францу Карлу йшов п'ятий рік, його матір померла після пологів. Батько невдовзі оженився із Марією Людовікою Моденською. У 1810 році старша сестра Франца Карла, Марія Луїза, стала дружиною Наполеона Бонапарта. За чотири роки вона повернулась із Франції з сином, що отримав титул герцога Рейхштадтського, і оселилась у палаці Шенбрунн.
Після закінчення Віденського конгресу у 1815 році в країні нарешті запанував мир. А у 1816 році, після смерті Марії Людовики, у Франца Карла з'явилася нова мачуха — Кароліна Августа Баварська.
На найвищому рівні було домовлено укласти шлюб юного ерцгерцога з однією із доньок короля Баварії Максиміліана I. Остаточний вибір пав на Софію Доротею. Софія була гарною та освіченою дівчиною, цікавилась живописом, музикою та театром. До того ж була зведеною сестрою мачухи Кароліни. Наречений їй не сподобався і заміж вона вийшла тільки за батьківською вимогою.

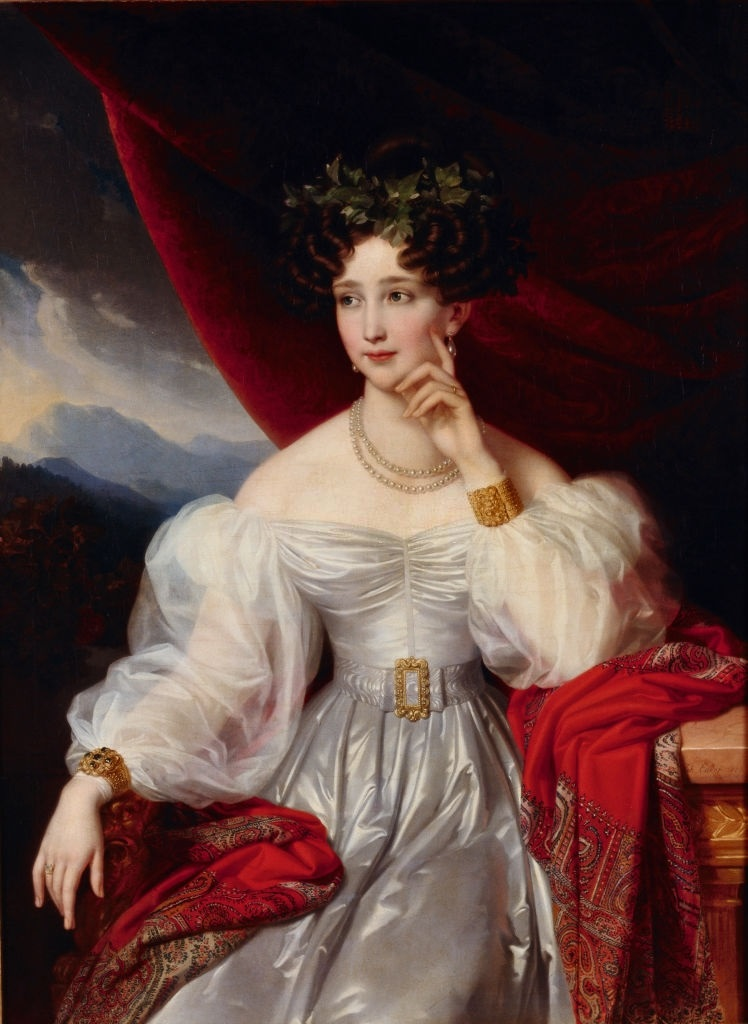
Софія Баварська у 25 років

Весілля відбулося 4 листопада 1824 року у Відні. За шість років у родині з'явився перший син, майбутній імператор Франц Йозеф. Всього у подружжя народилося п'ятеро живих дітей.
У 1835 помер імператор Франц I. Наступним володарем імперії став старший брат Франца Карла, Фердинанд. Він мав слабке здоров'я, хворів на епілепсію та гідроцефалію. Проте чутки про його недоумкуватість були перебільшені: новий імператор знав п'ять мов, грав на двох музичних інструментах, вів широке листування, цікавився наукою та сільським господарством.
Для допомоги йому в управлінні країною була утворена регентська рада, до складу якої увійшов і Франц Карл. У 1839 році стало очевидним, що дітей у Фердинанда та його дружини Марії Анни Савойської не буде. Внаслідок цього прийняли статут, який регламентував порядок наслідування трону: спочатку імператором мав стати Франц Карл, потім — його старший син Франц Йозеф.
Ерцгерцог цікавився культурою та мистецтвом, був відомим покровителем культурних закладів. Так, 28 січня 1839, він взяв під опіку музейний комплекс у Лінці. Через свою щедрість Франц Карл був надзвичайно популярний у Ішлі. Приїжджаючи до цього курортного містечка, ерцгерцог викупляв усі квитки на всі вистави, що йшли протягом його перебування, і дивився спектаклі сам чи з кількома друзями. Програма виступів складалася з його власних побажань. Перед від'їздом він виплачував акторам їхню річну зарплатню.
Революція 1848 року спричинила відставку Меттерніха. У грудні корони зрікся сам Фердинанд. За наполяганням дружини, Франц Карл відмовився від престолу на користь Франца Йозефа.
У 1864 році його другий син Максиміліан відмовився від прав на австрійський престол і став імператором Мексики. За три роки прийшла звістка про його загибель у Керетаро. На Софію це дуже вплинуло, вона відійшла від політики і ставала все релігійнішою. Від смерті сина вона так і не оговталась, і померла навесні 1872 року. Франц Карл пережив дружину на п'ять років і пішов з життя 8 березня 1878.

## Родина

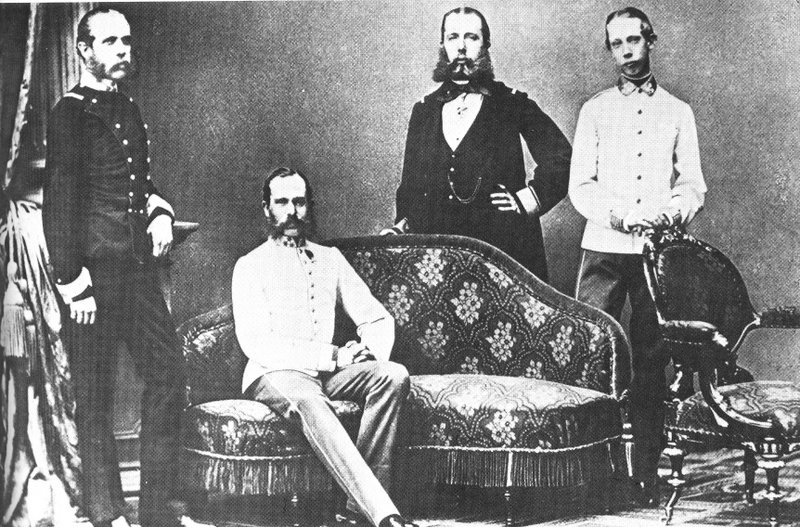
Сини у 1863

Дружина — Софія Доротея
Діти:
- Сини у 1863Франц Йозеф (1830—1916) — імператор Австро-Угорської імперії, одружений із Єлизаветою Баварською, мав четверо дітей;
- Максиміліан (1832—1867) — імператор Мексиканської імперії, одружений із Шарлоттою Бельгійською, дітей не мав;
- Карл Людвиг (1833—1896) — ерцгерцог Австрійський, був тричі одружений, мав шестеро дітей;
- Марія Анна (1835—1840) — хворіла на епілепсію, померла чотирьохрічною;
- Людвіг Віктор (1842—1919) — ерцгерцог Австрійський, мав нетрадиційну орієнтацію, не одружувався, дітей не мав.

## Нагороди
- Орден Золотого руна (Австрійська імперія);
- Королівський угорський орден Святого Стефана;
- Костянтинівський орден Святого Георгія (Пармське герцогство);
- Орден Андрія Первозванного (Російська імперія);
- Орден Святого Олександра Невського (Російська імперія);
- Орден Святої Анни (Російська імперія);
- Орден Білого Орла;
- Орден Чорного орла (Пруссія);
- Орден Святого Духа (Франція);
- Орден Святого Губерта (Баварія);
- Орден Південного Хреста (Бразильська імперія);
- Орден Святого Фердинанда за заслуги (Королівство Обох Сицилій);
- Королівський гвельфський орден (Ганновер);
- Орден Церінгерського Льва (Баден);
- Орден Вірності (Баден);
- Орден Людвіга Гессенського (Гессен).

## У мистецтві
- Втілений у кінематографі:

- Еріх Ніковіц у чотирьох фільмах «Сіссі» (1955—1962), реж. Ернст Марішка;